# Hans Herbjørnsrud
Hans Herbjørnsrud (Heddal, 2 de janeiro de 1938 – 15 de novembro de 2023) foi um escritor norueguês de contos. Suas obras frequentemente jogam com as diferenças entre as línguas norueguesas Bokmål e Nynorsk e os vários dialetos noruegueses. Os personagens de suas histórias às vezes se misturam e inventam linguagens de maneira lúdica, às vezes se envolvem em seus jogos linguísticos e começam a perder sua identidade.

## Vida
Herbjørnsrud nasceu em Heddal. Ele cresceu em uma fazenda remota em Telemark e se tornou um fazendeiro. Depois de trabalhar como professor por algum tempo, começou a escrever aos quarenta e poucos anos e publicou sua primeira coleção de contos, Vitner (Testemunhas), em 1979. Essa coleção foi reconhecida como a melhor estreia literária do ano com o debutantpris de Tarjei Vesaas. Desde então, publicou mais seis coletâneas de contos, que foram bem recebidas pela crítica. Herbjørnsrud recebeu vários prêmios por seu trabalho, incluindo o prestigioso Kritikerprisen em 1997, o Prêmio Dobloug em 2005 e Aschehougprisenem 2005. Foi nomeado para o Prémio de Literatura do Conselho Nórdico em 1998 e 2002. Em 1999, Herbjørnsrud foi nomeado para o Prêmio Aristeion Europeu. Seus contos foram traduzidos para várias línguas, incluindo alemão, inglês, francês, russo e hindi.
A divertida mistura de dialetos de Herbjørnsrud apresenta grandes desafios aos tradutores; sua história mais prolífica, Kai Sandemo (1997), há muito tempo é considerada intraduzível para qualquer outra língua. Conta a história de um assassino que foge de sua casa em Telemark e se estabelece na Dinamarca, onde começa a escrever cartas para pessoas com quem cresceu - primeiro em dinamarquês, depois, conforme se lembra cada vez mais de segredos obscuros de seu passado, gradualmente mudando para Nynorsk, Bokmål e o dialeto de Telemark até o final, virtualmente cada frase se torna uma mistura complexa de várias línguas e dialetos. Um ambicioso projeto realizado pelas universidades de Zurique e Munique trabalhou em uma tradução do alemão da história por vários anos e lançou uma versão final em 2005. A equipe mudou a história para a Suíça e substituiu alemão padrão, alemão suíço, romanche e vários dialetos suíços para as línguas e dialetos do original.
Herbjørnsrud foi casado com a historiadora dinamarquesa Anna Tranberg, ex-professora associada da Telemark University College em Bø. Seu filho, Dag Herbjørnsrud, é escritor e jornalista e atualmente editor da revista semanal Ny Tid.
Herbjørnsrud morreu em 15 de novembro de 2023, aos 85 anos.

## Obras
- Brønnene (As Fontes, 2006)
- Samlede noveller (Colectânea de Contos, 2003)
- Vi vet så mye (Sabemos tanto, 2001)
- Blinddøra (A porta cega, 1997)
- Eks og Sett (1992)
- Han (Ele, 1987)
- Vannbæreren (A Barreira de Água, 1984)
- Vitner (Testemunha, 1979)